# Lovefool (The Cardigans)
Lovefool è un brano pop scritto da Nina Persson e Peter Svensson per il terzo album della band svedese The Cardigans, First Band on the Moon. È stato pubblicato il 14 settembre 1996 come primo singolo tratto dall'album e ha ottenuto il disco d'oro in Australia.
Il brano divenne il primo grande successo del gruppo, raggiungendo la vetta dalla classifica Billboard Hot 100 ed entrando nelle classifiche di numerosi paesi europei.
La canzone venne inserita nel film Romeo + Giulietta di William Shakespeare. In seguito è stata anche utilizzata nel telefilm Nip/Tuck e nei film Cruel Intentions e Hot Fuzz. La canzone è stata pure cantata in Glee nell'episodio 5x17 "Opening Night" da Rachel Berry. Nel 2020 i Twocolors ne hanno realizzato una cover.
Della canzone fu realizzata una cover dai The Hush Sound e, più recentemente, dai New Found Glory.

## Video musicale
Il video musicale di Lovefool per il mercato statunitense è stato diretto da Geoff Moore e vede i componenti del gruppo come equipaggio di un sottomarino, mentre nel frattempo si seguono le vicende di un giovane naufrago su un'isola minuscola, che invia un messaggio d'amore all'interno di una bottiglia alla sua amata che lo aspetta sulla terraferma.
La versione europea, realizzata da Bjorn Lindgren, vede la cantante del gruppo Nina Persson spiare degli uomini entrare in un magazzino abbandonato. All'interno gli uomini vengono intrattenuti da alcune anziane prostitute, mentre un uomo anziano suona la batteria. La Persson esegue il brano altrove, sdraiata su un divano, con l'espressione pensierosa, fino a quando decide di andare nel magazzino ed affrontare direttamente uno degli uomini, evidentemente oggetto del suo sentimento. Quest'ultimo, tuttavia, non sembra essere interessato alle prostitute, sebbene una di loro gli stia ballando davanti, quanto ad una musicassetta, su cui si suppone sia registrata la canzone.

## Tracce

### Singolo
1. Lovefool
2. Nasty Sunny Beam
3. Iron Man (first try)

### Ristampa 1
1. Lovefool (radio edit)
2. Lovefool (Tee's club radio)
3. Lovefool (Tee's frozen sun mix)
4. Lovefool (Puck version)

### Ristampa 2
1. Lovefool (radio edit)
2. Sick & Tired (live)
3. Carnival (live)
4. Rise & Shine (live)

## Classifiche
| Classifica                               | Posizione massima | Posizione massima |
| Classifica                               | 1996              | 1997              |
| ---------------------------------------- | ----------------- | ----------------- |
| Australia                                | -                 | 11                |
| Austria                                  | -                 | 7                 |
| Finlandia                                | 5                 | -                 |
| Francia                                  | -                 | 31                |
| Nuova Zelanda                            | -                 | 1                 |
| Svezia                                   | 15                | -                 |
| Svizzera                                 | -                 | 10                |
| UK                                       | 2                 | -                 |
| U.S. Billboard Hot 100 Airplay           | 2                 | -                 |
| U.S. Billboard Top 40 Mainstream         | 1                 | -                 |
| U.S. Billboard Top 40 Adult              | 2                 | -                 |
| U.S. Billboard Modern Rock Tracks        | 9                 | -                 |
| U.S. Billboard Top 40 Adult Recurrents   | -                 | 1                 |
| U.S. Billboard Top 40 Rhythmic           | -                 | 18                |
| U.S. Billboard Hot Dance Music/Club Play | -                 | 5                 |
| U.S. Billboard Adult Contemporary        | -                 | 23                |